# Wiktor Anatoljewitsch Schenderowitsch

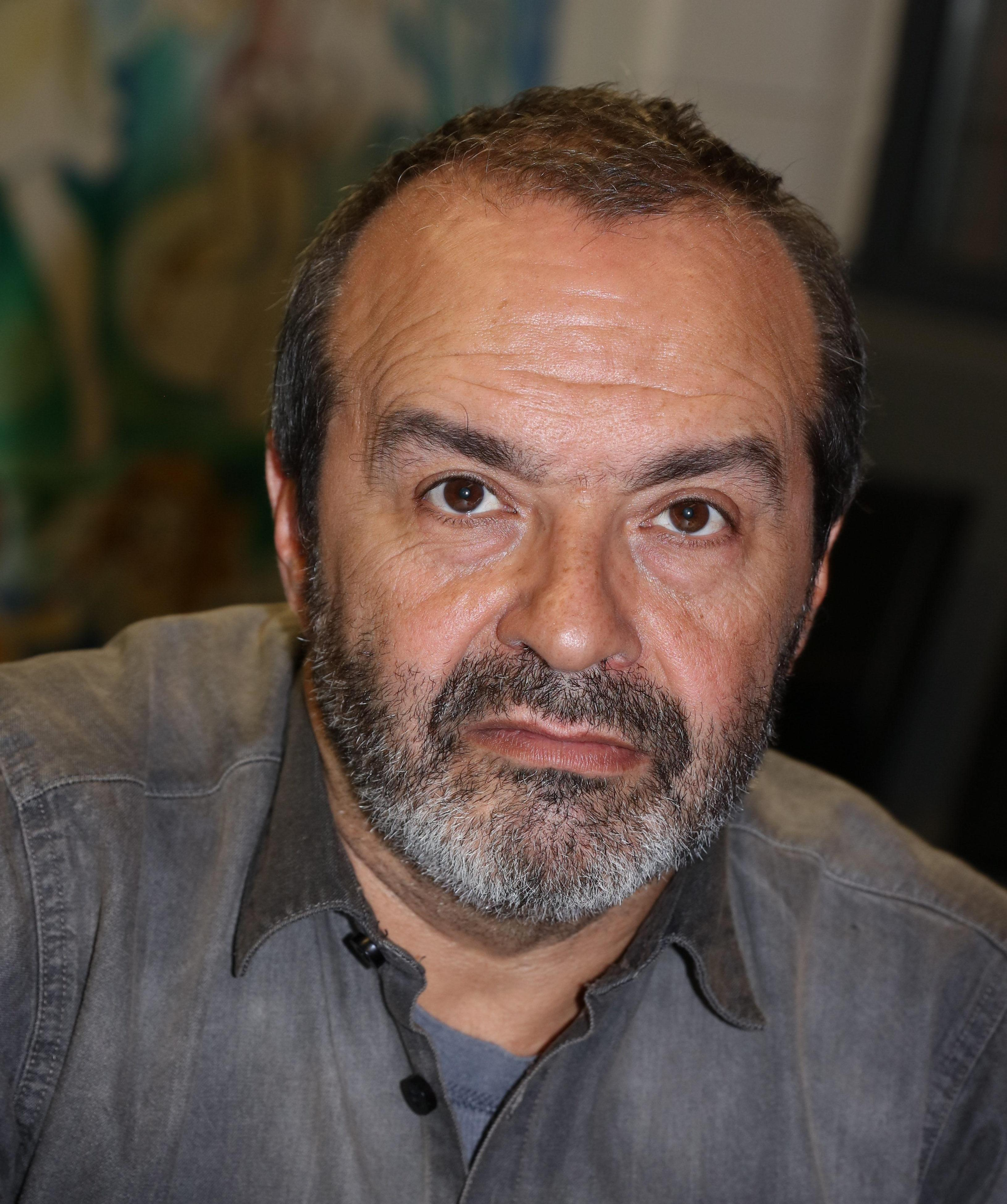
Wiktor Schenderowitsch, 2010

Wiktor Anatoljewitsch Schenderowitsch (russisch Виктор Анатольевич Шендерович; * 15. August 1958 in Moskau) ist ein russischer Satiriker, Journalist und Drehbuchautor.

## Berufliche Laufbahn
Schenderowitsch schloss 1980 ein Studium am Staatlichen Kulturinstitut Moskau ab und leistete anschließend seinen zweijährigen Wehrdienst. Ab 1982 leitete er einen Theaterzirkel in einem Moskauer Pionierpalast und unterrichtete am Schauspielinstitut GITIS.
Bekanntheit erreichte er als Drehbuchautor der populären politischen Puppenshow Kukly (zu Deutsch Puppen), welche von 1994 bis 2001 vom russischen Sender NTW ausgestrahlt wurde. Ab 1997 gestaltete er bei NTW außerdem eine satirische Sendung namens ItogO, die er auch selbst moderierte. Nach dem Besitzerwechsel bei NTW im Jahre 2001 verließ Schenderowitsch den Sender und wechselte mit anderen Kollegen zum Sender TW-6, der jedoch zu Beginn des Jahres 2002 geschlossen wurde. Ab 2002 arbeitete er beim Sender TWS, der im darauffolgenden Jahr jedoch ebenfalls den Betrieb einstellte. Seit November 2003 leitet Wiktor Schenderowitsch eine eigene, wöchentliche Radiosendung namens Streichkäse (Плавленный сырок) beim Sender Echo Moskwy sowie eine Sendung namens Wse Swobodny bei Radio Swoboda. Zwischenzeitlich produzierte er außerdem für den Sender RTVi eine Fernsehversion seiner Radiosendung Streichkäse, die den Titel Nowyje wremena (zu Deutsch Neue Zeiten) trug. Der Name dieser Sendung bezog sich auf den Film Moderne Zeiten von Charlie Chaplin und wies bereits auf das Konzept der Sendung hin: Zwischen Schenderowitschs Kommentaren zu aktuellen politischen Ereignissen wurden thematisch passende, musikalisch unterlegte Ausschnitte aus Chaplin-Filmen gezeigt.

## Politisches Engagement
Wiktor Schenderowitsch ist einer der bekanntesten Kritiker Wladimir Putins in der russischen Medienlandschaft. In seiner Sendung bei Echo Moskwy kommentiert er die russische Regierungspolitik allwöchentlich in kritisch-ironischer Art, außerdem trat er regelmäßig als Redner auf regierungskritischen Demonstrationen auf.
Am 4. Dezember 2005 kandidierte Schenderowitsch bei den Nachwahlen für einen Sitz in der Duma. Ursprünglich hatte in dem entsprechenden Wahlkreis der Unternehmer Michail Chodorkowski kandidieren wollen, der sich damals in Untersuchungshaft befand. Durch dessen schnelle Verurteilung war seine Kandidatur jedoch rechtlich nicht mehr möglich. Wiktor Schenderowitsch nahm daraufhin gewissermaßen seinen Platz ein. Er erhielt in der Wahl 17 % der Stimmen und unterlag damit seinem Konkurrenten Stanislaw Goworuchin, der mit 38 % der Stimmen gewählt wurde. Goworuchin, ein bekannter Filmregisseur, war für die regierungsnahe Partei Einiges Russland angetreten. Während des Wahlkampfes hatte Schenderowitsch gegen die seiner Meinung nach unlauteren Praktiken Goworuchins Klage eingereicht. Sein Antrag wurde jedoch als unbegründet zurückgewiesen. 2006 veröffentlichte Schenderowitsch das Buch Nedodumez, in dem er seine Erfahrungen als Duma-Kandidat zusammenfasste.
Schenderowitsch ist Mitglied des von dem früheren Schachweltmeister Garri Kasparow gegründeten oppositionellen Komitees 2008.
Am 10. März 2010 unterzeichnete er ein Manifest der russischen Opposition, zu der unter anderen auch Sachar Prilepin gehörte, unter dem Titel „Putin muss gehen“.
Im Februar 2014 sorgte Schenderowitsch für einen großen Skandal, als er in seinem Artikel auf der Website von Echo Moskwy die Olympischen Winterspiele 2014 in Sotschi mit den Olympischen Spielen 1936 in Nazi-Deutschland und den Sieg der jungen Eiskunstläuferin Julija Lipnizkaja mit dem Sieg des späteren Hauptmanns der Ordnungspolizei in Weißrussland Hans Woellke verglich.
Im September desselben Jahres wies er auf die Unterschiede zwischen dem Referendum auf der Krim und demjenigen über die Unabhängigkeit Schottlands hin; die jahrelangen Vorgänge und Abklärungen in Schottland definierte er als Abstimmung, die „grünen Männchen“ der Krim als „Pornografie“; die Frage auf der Krim sei eine reine Erpressung gewesen, im Sinne etwa der Frage: „Sind Sie für Putin oder das Absägen ihrer Hand mit einer rostigen Säge?“
In einem Interview im April 2016 äußerte sich Schenderowitsch über die Beleidigungen der Putin-Anhänger an seine Person, die oft antisemitische Hintergründe haben: „Leute, die aus tiefster Überzeugung für Putin sind, sind häufig auch Antisemiten. Das eine wie das andere zeugt von geringem Intellekt. Dabei ist Putin nicht gegen Juden. Aber sein primitiver Populismus wirkt sich aus auf Leute mit nicht allzu viel Verstand.“
2018 sprach er sich für einen Boykott der Fußball-WM in Russland aus: „Dieses gastfreundliche Russland führt Krieg, und in den Gefängnissen dieses Landes sitzen politische Gefangene“. Man sollte dem Kreml diese Werbeplattform nicht bieten, unpolitischen internationalen Sport gäbe es nirgends.
Im Dezember 2021 wurde Schenderowitsch wegen Verleumdung zu einer Geldstrafe von 100.000 Rubel verurteilt, weil er Jewgeni Prigoschin auf Echo Moskwy als „Kriminellen“ und „Mörder“ bezeichnet habe. Prigoschin soll laut Schenderowitsch führend hinter der umstrittenen privaten Sicherheits- und Militärfirma Gruppe Wagner stehen. Seine Unternehmensgruppe Konkord drohte Schenderowitsch anschließend mit Strafanzeigen, auf die in Russland bei Verurteilung bis zu fünf Jahre Haft stehen. Am 30. Dezember 2021 wurde Schenderowitsch auf die Liste der „ausländischen Agenten“ gesetzt. Wenige Wochen später flüchtete er aus Furcht vor politischer Verfolgung ins Ausland.
Im März 2022 gehörte Schenderowitsch zu den Unterzeichnern eines Appells russischsprachiger Schriftsteller an alle Russisch sprechenden Menschen, innerhalb Russlands die Wahrheit über den Krieg in der Ukraine zu verbreiten.

## Werke
- 1990 – Zwety dlja professora Pleischnera (Blumen für Professor Pleischner)
- 1993 – W derewnje Gadjukino opjat' doschdi (Wieder Regen im Dorf Gadjukino)
- 1995 – Semetschki (Kerne)
- 1997 – Teatr odnogo Schenderowitscha (Theater eines Schenderowitschs)
- 1998 – Kukly (Puppen)
- 1999 – Московский пейзаж (Moskauer Landschaft)
- 2000 – Wiktor Schenderowitsch
- 2000 – Kukliada
- 2000 – Антология (Anthologie)
- 2000 – 208 isbrannych straniz (208 ausgewählte Seiten)
- 2004 – Sdes' bylo NTW i drugije istorii (Hier war NTW und andere Geschichten)
- 2004 – Sdes' bylo NTW, TW-6, TWS (Hier war NTW, TW-6, TWS)
- 2005 – Monolog s Wlastju (Monolog mit der Obrigkeit)
- 2005 – Kinoteatr powtornogo filma (Kino des wiederholten Films)
- 2005 – Isjum is bulki (Die Rosine aus dem Brötchen)
- 2006 – Nedodumez
- 2006 – Isjum is bulki. Isdanije wtoroje. Isprawlennoje i dopolnennoje. (Die Rosine aus dem Brötchen. Zweite Ausgabe, verbessert und erweitert.)
- 2007 – Plawlennyje syrki i drugaja pischtscha dlja uma (Streichkäse und andere Geistesnahrung)